# Интимак (Єрейментауський район)
Интима́к (каз. Ынтымақ) — село у складі Єрейментауського району Акмолинської області Казахстану. Входить до складу сільського округу Олжабай-батира.
До 2018 року село називалось Новокаменка.
Населення — 107 осіб (2021; 180 у 2009, 166 у 1999, 279 у 1989).
Національний склад станом на 1989 рік:
- казахи — 45 %.